# (2399) Terradas
(2399) Terradas es un asteroide que forma parte del cinturón de asteroides y fue descubierto por Carlos Ulrrico Cesco desde el observatorio El Leoncito, Argentina, el 17 de junio de 1971.

## Designación y nombre
Terradas se designó inicialmente como 1971 MA.
Posteriormente fue nombrado en honor del matemático español Esteban Terradas e Illa (1883-1950).

## Características orbitales
Terradas está situado a una distancia media de 2,239 ua del Sol, pudiendo acercarse hasta 1,859 ua y alejarse hasta 2,62 ua. Tiene una inclinación orbital de 5,13° y una excentricidad de 0,1699. Emplea 1224 días en completar una órbita alrededor del Sol.